# 科尔米西
科尔米西（法語：Cormicy，法語發音：[kɔʁmisi]）是法国马恩省的一个市镇，位于该省西北部，属于兰斯区。2017年1月1日，相邻的埃纳省热尼库尔（Génicourt）整体合并入本市镇。

## 地理
科尔米西（49°22'17"N, 3°53'45"E）面积31.74 平方千米，位于法国大東部大區马恩省，该省份为法国东北部内陆省份，北起阿登省，西北接埃纳省，西南接塞纳-马恩省，南至奥布省，东南接上马恩省，东临默兹省。
科尔米西的时区为UTC+01:00、UTC+02:00（夏令时）。

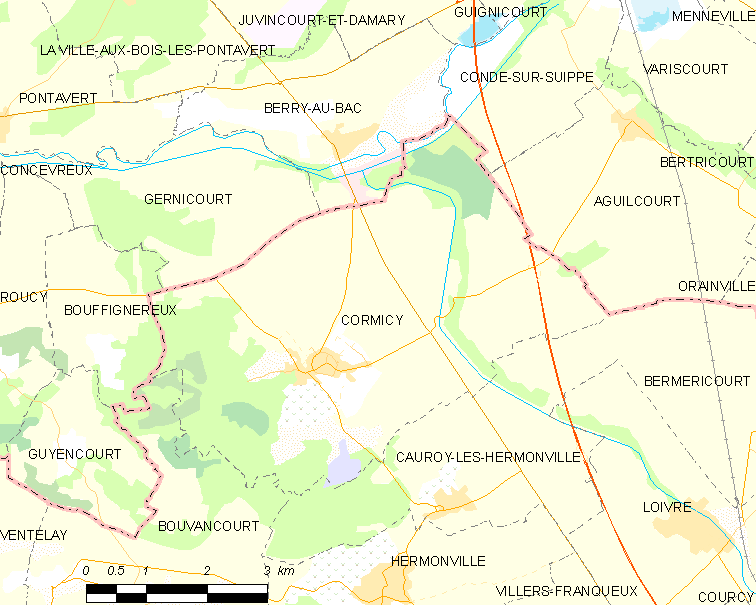
科尔米西的OSM定位图

## 行政
科尔米西的邮政编码为51220，INSEE市镇编码为51171。

## 政治
科尔米西所属的省级选区为勃艮第-弗雷讷县。

## 人口

1962-2008年间科尔米西人口变化图示

科尔米西于2022年1月1日时的人口数量为1504人。